# Yasunari Kawabata
Yasunari Kawabata (Japans: 川端 康成, Kawabata Yasunari) (Osaka, 11 juni 1899 - Zushi, 16 april 1972) was een Japans schrijver die in 1968 als eerste Japanner (en tweede Aziaat) de Nobelprijs voor Literatuur won. Zijn boeken worden nog steeds gelezen, ook buiten Japan. Hij was de zoon van een arts. Na de vroege dood van zijn ouders werd hij opgevoed door zijn grootvader en bezocht hij de openbare lagere en middelbare school. Van 1920 tot 1924 studeerde hij aan de universiteit van Tokio, waar hij zijn graad in de literatuur haalde. Hij was een van de oprichters van het tijdschrift Bungei jidal, het medium van een nieuwe beweging in de moderne Japanse literatuur. Hij werd lid van de Kunstacademie van Japan in 1953 en in 1957 werd hij benoemd tot voorzitter van de PEN-club van Japan. Op verschillende internationale congressen was Kawabata de Japanse afgevaardigde voor deze club. In 1959 ontving hij de Goethe-Plakette in Frankfurt.
Het is onduidelijk of Kawabata in 1972 door zelfmoord een einde aan zijn leven maakte of dat dit een ongeluk was.

## Werken
Kawabata vestigde zijn naam als een "neosensualist", die zich verzette tegen het realisme van de jaren 20. Hij maakte zijn debuut in 1927 met de novelle De danseres van Izu en eind jaren 30 behoorde hij al tot de toonaangevende auteurs van Japan. In zijn romans en "handpalmverhalen" getuigde hij van een melancholieke kijk op het Japanse landschap en de oude tradities, zoals in Het geluid van de berg (1949-1954), over een traditionele man die de crises in zijn familie probeert te bezweren. Liefde en seks spelen een belangrijke rol in de roman Sneeuwland (1939-1948), over de liefde tussen een dromerige estheet en een jonge geisha, in Duizend kraanvogels (1961) dat de theeceremonie als achtergrond heeft en in De schone slaapsters, waarin de ervaringen en overpeinzingen worden beschreven van de oude heer Eguchi tijdens zijn bezoeken aan een huis, waar hij met slapende meisjes de nacht doorbrengt. Een bekend verhaal van Kawabata, In de boom, over twee verliefde tieners in een holle boom is door de Amerikaanse bestsellerschrijver David Guterson verwerkt in zijn roman over de Japans-Amerikaanse gemeenschap in de Tweede Wereldoorlog Snow falling on Cedars uit 1995.
Het werk dat hijzelf het beste vond is in de jaren 70 in het Nederlands vertaald onder de titel De meester van het go-spel. Het gaat over een match tussen de twee beste Go-spelers ter wereld, een oude vos en een onconventioneel aanstormend jong talent. De match heeft echt plaatsgevonden in 1938 tussen Honinbo Shusai en Minoru Kitani.

## Nederlandse vertalingen
- De danseres van Izu
- Sneeuwland
- Duizend kraanvogels
- De schone slaapsters
- Het geluid van de berg
- De meester en het Go-spel
- Het meer
- Schoonheid en verdriet
- Nagels in de ochtend en andere verhalen

## Over Kawabata
- Y. Brunet, Naissance d'un écrivain: Etude sur Kawabata Yasunari, Parijs 1982
- Yasunari Kawabata Informatie, Amsterdam 1989

- Bibsys: 90334047
- Biblioteca Nacional de España: XX907026
- Bibliothèque nationale de France: cb119095085 (data)
- Catàleg d'autoritats de noms i títols de Catalunya: 981058518934506706
- CiNii: DA00077548
- Gemeinsame Normdatei: 118776940
- International Standard Name Identifier: 0000 0000 8838 4272
- KulturNav: 670cd61e-d77a-4a9c-9ce3-bb832f8bd1dc
- Library of Congress Control Number: n81097752
- Nationale Bibliotheek van Letland: 000042652
- Bibliotheek van het Japanse parlement: 00028570
- Nationale Bibliotheek van Tsjechië: jn20000603323
- Nationale bibliotheek van Australië: 36731036
- Nationale Bibliotheek van Israël: 987007304699305171
- Nationale Bibliotheek van Polen: a0000001181473
- Nationale en Universitaire bibliotheek Zagreb: 000060744
- Nederlandse Thesaurus van Auteursnamen: 069568790
- Istituto Centrale per il Catalogo Unico: CFIV007353
- LIBRIS: 193102
- SNAC: w68x1b95
- Système universitaire de documentation: 026946521
- Trove: 887412
- Virtual International Authority File: 97450170
- WorldCat: E39PBJhMmv6TyDWd8Qd4qCxJjC

1901: Prudhomme ·
1902: Mommsen ·
1903: Bjørnson ·
1904: Mistral, Echegaray ·
1905: Sienkiewicz ·
1906: Carducci ·
1907: Kipling ·
1908: Eucken ·
1909: Lagerlöf ·
1910: Heyse ·
1911: Maeterlinck ·
1912: Hauptmann ·
1913: Tagore ·
1915: Rolland ·
1916: Heidenstam ·
1917: Gjellerup, Pontoppidan ·
1919: Spitteler ·
1920: Hamsun ·
1921: France ·
1922: Benavente ·
1923: Yeats ·
1924: Reymont ·
1925: Shaw ·
1926: Deledda ·
1927: Bergson ·
1928: Undset ·
1929: Mann ·
1930: Lewis ·
1931: Karlfeldt ·
1932: Galsworthy ·
1933: Boenin ·
1934: Pirandello ·
1936: O'Neill ·
1937: Gard ·
1938: Buck ·
1939: Sillanpää ·
1944: Jensen ·
1945: Mistral ·
1946: Hesse ·
1947: Gide ·
1948: Eliot ·
1949: Faulkner ·
1950: Russell ·
1951: Lagerkvist ·
1952: Mauriac ·
1953: Churchill ·
1954: Hemingway ·
1955: Laxness ·
1956: Jiménez ·
1957: Camus ·
1958: Pasternak ·
1959: Quasimodo ·
1960: Perse ·
1961: Andrić ·
1962: Steinbeck ·
1963: Seferis ·
1964: Sartre (geweigerd) ·
1965: Sjolochov ·
1966: Agnon, Sachs ·
1967: Asturias ·
1968: Kawabata ·
1969: Beckett ·
1970: Solzjenitsyn ·
1971: Neruda ·
1972: Böll ·
1973: White ·
1974: Johnson, Martinson ·
1975: Montale ·
1976: Bellow ·
1977: Aleixandre ·
1978: Singer ·
1979: Elýtis ·
1980: Miłosz ·
1981: Canetti ·
1982: García Márquez ·
1983: Golding ·
1984: Seifert ·
1985: Simon ·
1986: Soyinka ·
1987: Brodsky ·
1988: Mahfoez ·
1989: Cela ·
1990: Paz ·
1991: Gordimer ·
1992: Walcott ·
1993: Morrison ·
1994: Oë ·
1995: Heaney ·
1996: Szymborska ·
1997: Fo ·
1998: Saramago ·
1999: Grass ·
2000: Gao ·
2001: Naipaul ·
2002: Kertész ·
2003: Coetzee ·
2004: Jelinek ·
2005: Pinter ·
2006: Pamuk ·
2007: Lessing ·
2008: Le Clézio ·
2009: Müller ·
2010: Vargas Llosa ·
2011: Tranströmer ·
2012: Mo ·
2013: Munro ·
2014: Modiano ·
2015: Aleksijevitsj ·
2016: Dylan ·
2017: Ishiguro ·
2018: Tokarczuk ·
2019: Handke ·
2020: Glück ·
2021: Gurnah ·
2022: Ernaux ·
2023: Fosse ·
2024: Kang ·